# Suzan Ball
Suzan Ball (3 de febrero de 1934 - 5 de agosto de 1955) fue una actriz de nacionalidad estadounidense

## Biografía
Nacida en Jamestown, Nueva York, su verdadero nombre era Susan Ball. Ball vivió un breve tiempo en Miami, mudándose con su familia a Búfalo (Nueva York), desde donde se trasladó a Washington para estudiar en la Kenmore Junior High Schools. En esos años fue a Hollywood, y presidió el coro de su escuela, cantando en varias obras escolares. Además, durante un tiempo fue cantante de la orquesta de Mel Baker.
Siendo ya actriz, en 1952 decidió cambiar su nombre por Suzan. Fue descubierta por la actriz Mary Castle, que le prestó apoyo para pasar una prueba con Universal Studios, siendo contratada en octubre de 1951. Su primer papel en Hollywood llegó en 1952 en Aladdin and His Lamp, encarnando a una mujer del harén.
En el rodaje del film East of Sumatra, Ball se lesionó la pierna derecha mientras interpretaba una escena de baile. En 1953, trabajando en War Arrow (Asalto al fuerte Clark) los médicos descubrieron un tumor en la pierna. Más adelante, ese mismo año, resbaló en su casa al pisar el suelo mojado, y se rompió la pierna enferma. Ingresada en un hospital, fue intervenida quirúrgicamente, y se le indicó que era necesario amputar el miembro. En diciembre de 1953 se comprometió con el actor Richard Long, y el 12 de enero le fue practicada la amputación. El 4 de abril de 1954 se casó con Richard Long en Santa Bárbara (California), utilizando una prótesis.
En mayo de 1955 inició una gira de actuaciones en un nightclub. En el mes de julio, rodando una escena de la serie televisiva Climax!, se desplomó, debiendo ser hospitalizada. Los médicos descubrieron que el cáncer se había extendido a los pulmones, y Suzan Ball falleció el 5 de agosto de 1955 en Beverly Hills. Fue enterrada en el Cementerio Forest Lawn Memorial Park, en Glendale (California).
Ball era prima segunda de la actriz Lucille Ball y cuñada de Marshall Thompson. 

## Filmografía (selección)
- 1952: Aladdin and His Lamp
- 1952: El mundo en sus manos
- 1952: Untamed Frontier
- 1952: Yankee Buccaneer
- 1953: City Beneath the Sea
- 1953: East of Sumatra
- 1953: War Arrow
- 1955: Chief Crazy Horse